# Лепарський Олександр Миколайович
Олександр Миколайович Лепарський — начальник Народної міліції Києва (1917). Поручник. Соціал-революціонер. 

## Життєпис
Навчався в Київському комерційному училищі. Прохав про відрядження до Баварії для вивчення органів місцевого самоврядування в сфері їхньої господарської діяльності. Зокрема, О. М. Лепарський зазначав, що тривалий час працював у земстві й тому планував вивчити німецький досвід у цій справі.
З березня 1917 року очолював Київську міліцію. 
За споминами Михайла Грушевського Начальник київської поліції, сумнівної слави поручик Лепарський, прославив себе особливо нічною тривогою під час II військового з’їзду. Йому справедливо закидали, що він занадто політиканить, замість слідити за порядком та безпекою в Києві. Організована ним 15 травня 2017 року облава на дезертирів могла призвести до кровопролиття, де Київ міг би стати ареною бойових дій. Тільки завдяки втручанню діячів Центральної Ради, ситуацію вдалося врегулювати.
Під час виступу Полуботківців в ніч з 4 на 5 липня 1917 року був заарештований. Після звільнення, приблизно через шість годин, Лепарський розповів, що особи, які його заарештовували, стверджували, що вони діяли від імені двох полків — гетьмана Полуботка і Богдана Хмельницького.

## Автор праць
- ЛЕПАРСКИЙ А.Н. Проект организации Контрольного отдела Киевской городской управы. – [К., 1917]. – 16 с. – Окр. відб. із газ.: Киев. гор. ведомости. – 1917. – № 11.